# Fujiwara no Onshi
Fujiwara no Onshi, född 885, död 954, var en kejsarinna, gift med kejsar Daigo av Japan. Hon grundade en tradition med änkekejsarinnor som förmyndare till omyndiga kejsare och hade en inflytelserik ställning som medlare mellan kejsaren, den abdikerade kejsaren och hans bröder. 